# Wissza profesionałna futbołna liga (2001/2002)
Wissza profesionałna futbołna liga (2001/2002) była 78. edycją najwyższej piłkarskiej klasy rozgrywkowej w Bułgarii. W rozgrywkach brało udział 14 zespołów. Tytuł obroniła drużyna Lewski Sofia.

## Tabele końcowe

### Grupa mistrzowska
| 1. | Lewski Sofia      | 36 | 56 | 77 | 27 |
| 2. | Liteks Łowecz     | 36 | 50 | 66 | 34 |
| 3. | CSKA Sofia        | 36 | 38 | 60 | 29 |
| 4. | Łokomotiw Płowdiw | 36 | 34 | 48 | 41 |
| 5. | Sławia Sofia      | 36 | 32 | 42 | 48 |
| 6. | Nafteks Burgas    | 36 | 30 | 44 | 40 |

| Legenda:      |
| Liga Mistrzów |
| Puchar UEFA   |

### Grupa spadkowa
| 7.  | Marek Dupnica      | 40 | 38 | 46 | 57 |
| 8.  | Łokomotiw Sofia    | 40 | 37 | 49 | 48 |
| 9.  | Spartak Warna      | 40 | 36 | 50 | 51 |
| 10. | Czernomorec Burgas | 40 | 35 | 41 | 69 |
| 11. | Czerno More Warna  | 40 | 35 | 47 | 51 |
| 12. | Spartak Plewen     | 40 | 33 | 58 | 66 |
| 13. | Bełasica Petricz   | 40 | 32 | 34 | 50 |
| 14. | Beroe Stara Zagora | 40 | 13 | 19 | 70 |

| Puchar Intertoto |
| spadek           |

1 Trzy ostatnie zespoły spadły do II ligi, z której awansowały: Dobrudża Dobricz, Rilski Sportist Samokow i Botew Płowdiw.

## Runda kwalifikacyjna
Po rundzie jesiennej pierwsze sześć zespołów zakwalifikowało się do grupy mistrzowskiej, pozostałe do grupy spadkowej. Grano systemem każdy z każdym (mecz i rewanż). Do drugiej fazy zaliczono połowę punktów, a w przypadku nieparzystej liczby zaokrąglano w dół.
1 Przed rozpoczęciem sezonu doszło do fuzji Hebyru 1920 Pazardżik z drugoligową Belasicą Petricz i do rozgrywek ekstraklasy zespół przystąpił pod tą drugą nazwą.
2 Przed rozpoczęciem sezonu doszło do fuzji Wełbyżdu Kjustendił z drugoligowym Łokomotiwem Płowdiw i w rozgrywkach ekstraklasy uczestniczył ten drugi zespół.
3 Przed rozpoczęciem sezonu PFK Łowecz wrócił do nazwy Liteks Łowecz.
4 Przed rozpoczęciem sezonu Neftochimik Burgas zmienił nazwę na Nafteks Burgas.

## FinałPucharu Bułgarii
- LEWSKI SOFIA – CSKA Sofia 3:1

## Król strzelców
- 21 goli –  Władimir Manczew (CSKA Sofia)